# Lara Calleja
Lara Calleja (nascida em 1988) é uma escritora maltesa. Ela foi criada na aldeia de Marsaskala e trabalhou na área do turismo e como bibliotecária. O seu romance de estreia, Lucy Min?, foi lançado em 2016 e nomeado para o Prémio Nacional do Livro de Malta. Em 2020, ela abandonou a carreira na área do turismo para se tornar escritora e tradutora freelance. O seu segundo livro, Kissirtu Kullimkien (Tu Destruíste Tudo), ganhou o Prémio Nacional do Livro para novos escritores. Este livro também ganhou o Prémio de Literatura da União Europeia de 2021. Lara também é dramaturga; a sua peça de estreia Taralalla será encenada no local do Spazju Kreattiv em Valletta no final de 2021.